# Château du Parc (Châteauroux)
Le château du Parc ou château Balsan est situé sur la commune de Châteauroux, dans le département de l'Indre. Le chateau fait l’objet d’une inscription au titre des monuments historiques depuis le 12 décembre 1996. Il est situé dans le parc Balsan, entre l'IUT de Châteauroux et le centre universitaire supérieur de Châteauroux.

## Galerie

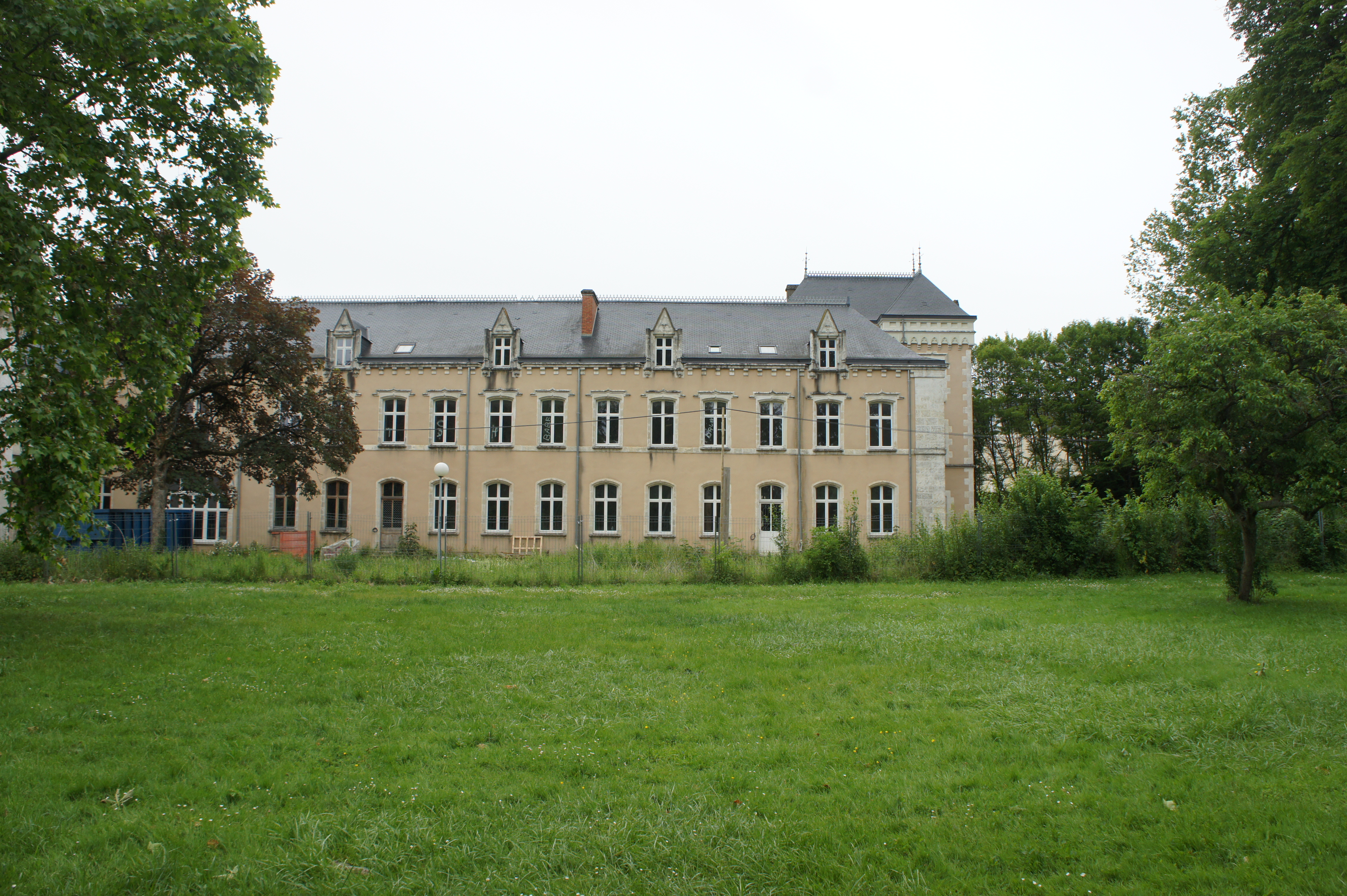
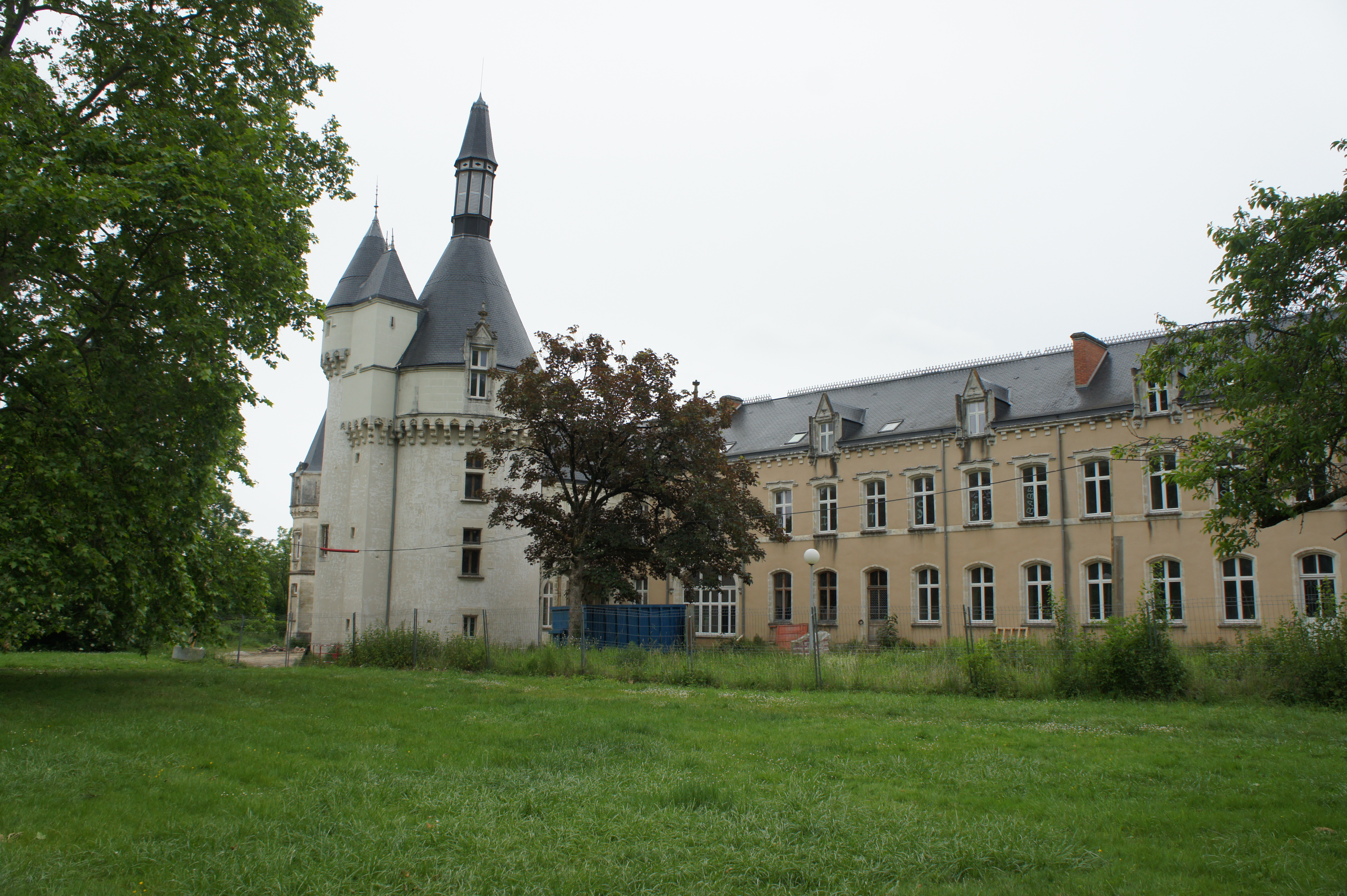
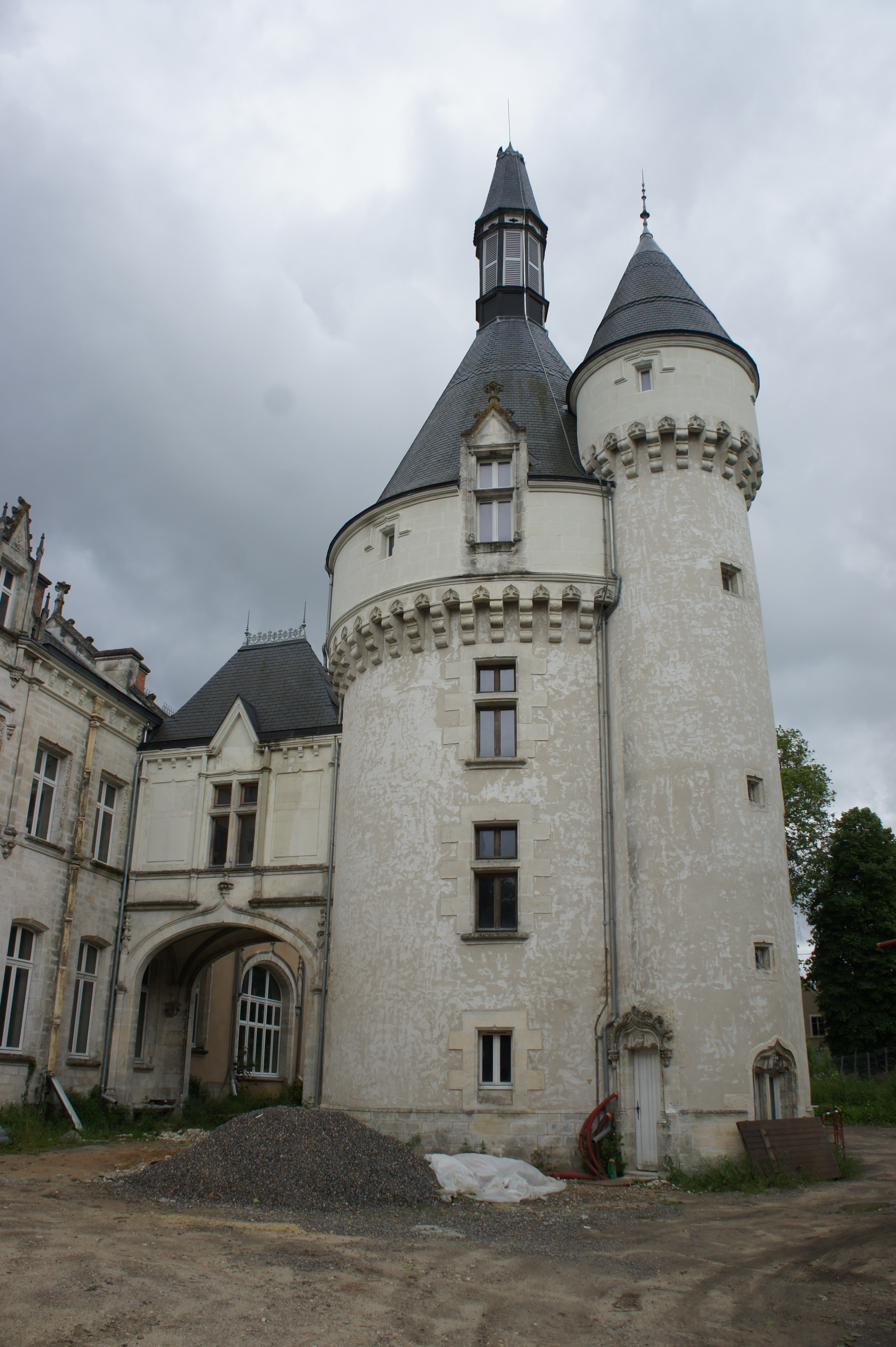
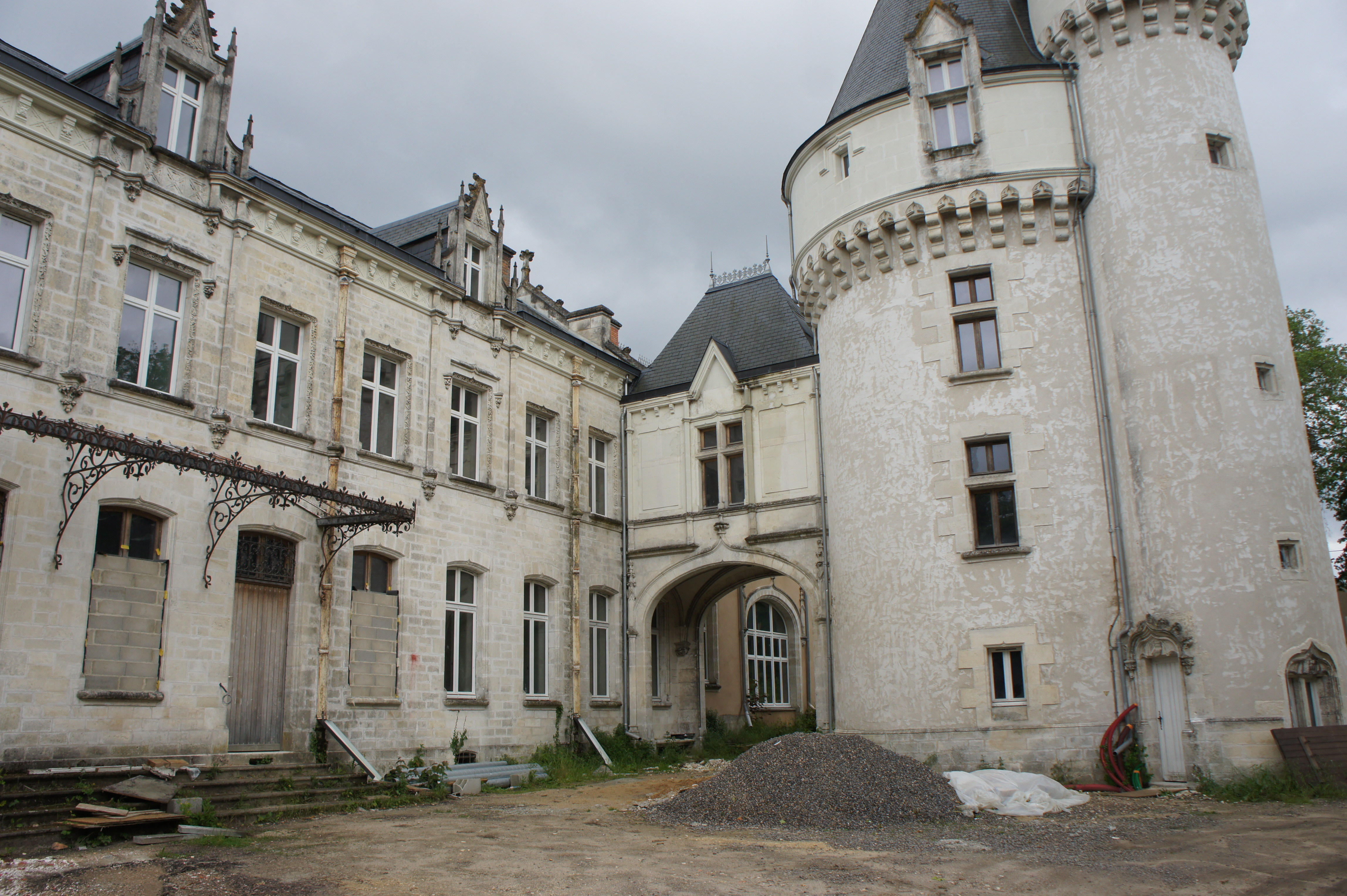